# Vulnicura
Vulnicura je deváté studiové album islandské zpěvačky Björk. Vydání desky bylo oznámeno v lednu 2015 s tím, že vyjde v březnu toho roku. Zanedlouho se však album v celém svém rozsahu dostalo neoficiálně na internet a Björk se jej rozhodla vydat již v lednu i oficiálně. Album vydalo hudební vydavatelství One Little Indian Records a podílel se na něm například zpěvák Antony Hegarty. Album bylo inspirováno zpěvaččiným rozchodem s umělcem Matthewem Barneym. V žebříčku Billboard 200 se album umístilo na dvacáté příčce.
Celému albu dominuje píseň „Black Lake“ (česky Černé jezero), v níž se Björk vyzpívává z rozchodu s M. Barneym. K této písni existuje klip, kde praskají skály a vytéká purpurová barva; byl natočen speciálně pro tehdy otevřenou výstavu Triumfy jednoho srdce v newyorském Muzeu moderního umění (anglicky The Museum of Modern Art; MoMA). Výstava se ohlížela za dosavadní Björčinou kariérou; tisk ji označil za kulturní událost onoho jara.

## Seznam skladeb
| Pořadí | Název              | Délka |
| ------ | ------------------ | ----- |
| 1.     | Stonemilker        | 6:49  |
| 2.     | Lionsong           | 6:08  |
| 3.     | History of Touches | 3:00  |
| 4.     | Black Lake         | 10:08 |
| 5.     | Family             | 8:02  |
| 6.     | Notget             | 6:26  |
| 7.     | Atom Dance         | 8:09  |
| 8.     | Mouth Mantra       | 6:09  |
| 9.     | Quicksand          | 3:45  |